# Labeobarbus codringtonii
Labeobarbus codringtonii és una espècie de peix pertanyent a la família dels ciprínids.

## Descripció
- Fa 39 cm de llargària màxima i 3.200 g de pes.
- Aleta dorsal molt alta.[3][4][5]

## Alimentació
Menja larves d'insectes aquàtics, crustacis, mol·luscs i peixets.

## Hàbitat
És un peix d'aigua dolça, bentopelàgic i de clima tropical (11°S-18°S).

## Distribució geogràfica
Es troba a Àfrica: Angola, Namíbia, Zàmbia i Zimbàbue (incloent-hi les conques dels rius Zambezi i Okavango).

## Observacions
És inofensiu per als humans.